# العادل دوم
عادل دوم (عربی: العادل سيف الدين أبو بكر بن الكامل (حدود ۱۲۲۱ میلادی - ۹ فوریه ۱۲۴۸ میلادی) سلطان مصر از دودمان ایوبی بود که بعد از درگذشت پدرش کامل در سال ۶۳۵ هجری به حکومت رسید. وی ششمین سلطان ایوبی مصر بود. در زمان عادل دوم به دلیل عدم توجه وی به امور کشوری هرج و مرج حاکم گردید. او خیلی زود از سلطنت خلع شد و نهایتاً در ۲۷ سالگی درگذشت.